# Marat Nailevics Izmajlov
Marat Nailevics Izmajlov (Moszkva, Szovjetunió, 1982. szeptember 21. –) orosz labdarúgó, aki jelenleg az FC Porto-ban játszik középpályásként. Az orosz válogatott tagjaként ott volt a 2002-es világbajnokságon, valamint a 2004-es és a 2012-es Európa-bajnokságon.

## Pályafutása

### Lokomotyiv Moszkva
Izmajlov a Lokomotyiv Moszkvában kezdett el futballozni, 2001-ben került fel az első csapathoz, és hamar sikerült megszilárdítania a helyét a kezdőben. Fontos tagja volt annak a csapatnak, mely megnyerte a 2002-es és a 2004-es bajnokságot. 2007 júliusában kölcsönben a Sportinghoz került. Augusztus 11-én, a Porto elleni Szuperkupában mutatkozott be, és győztes gólt szerzett. 2007. október 6-án csereként beállva két gólt szerzett a Vitória de Guimarães ellen.

### Sporting CP
Jó teljesítménye miatt a Sporting CP 2008 nyarán 4,5 millió euróért véglegesen is leigazolta. A 2009/10-es szezonban súlyos térdsérülést szenvedett, ami miatt három hónapig nem játszhatott. 2009 novemberében kezdett el újra edzeni, de a következő években gyakran kiújult a sérülése.

### Porto
2013 januárjában Miguel Lopesért cserébe szerezte meg az FC Porto. Szerződése 2015. június 30-ig szól.

## Válogatott
Izmajlov 2001-ben, 19 évesen mutatkozott be az orosz válogatottban. A 2002-es világbajnokságon és a 2004-es Európa-bajnokságon is szerepelt, mindkét tornán két-két mérkőzésen lépett pályára. A 2012-es Eb-re is behívót kapott, előtte hat évig nem volt tagja az orosz válogatottnak.

## Sikerei, díjai

### Klubcsapatban

#### Lokomotyiv Moszkva
- Orosz bajnok: 2002, 2004
- Orosz szuperkupagyőztes: 2003, 2005

#### Sporting CP
- Portugál kupagyőztes: 2008
- Portugál szuperkupagyőztes: 2007, 2008

## Fordítás
- Ez a szócikk részben vagy egészben  a   Marat Izmailov című angol Wikipédia-szócikk fordításán alapul.  Az eredeti cikk szerkesztőit annak laptörténete sorolja fel. Ez a jelzés csupán a megfogalmazás eredetét és a szerzői jogokat jelzi, nem szolgál a cikkben szereplő információk forrásmegjelöléseként.